# Antechiniscus moscali
Espèce
Antechiniscus moscali est une espèce de tardigrades de la famille des Echiniscidae. 

## Distribution
Cette espèce est endémique d'Australie. Elle se rencontre dans les forêts de Nothofagus.

## Étymologie
Cette espèce est nommée en l'honneur d'Antonius M. Moscal.

## Publication originale
- Claxton, 2001 : Antechiniscus in Australia: Description of Antechiniscus moscali sp. n. and Redescription of Antechiniscus parvisentus (Horning & Schuster, 1983) (Heterotardigrada: Echiniscidae). Zoologischer Anzeiger, vol. 240, no 3/4, p. 281–289.